# Ambrostoma chinkinyui
Ambrostoma chinkinyui là một loài bọ cánh cứng trong họ Chrysomelidae. Loài này được Kimoto & Osawa miêu tả khoa học năm 1995.